# 王健 (中将)
王健（1954年6月—），河南汝南人，2009年晋升中国人民解放军中将。中国共产党第十八届中央委员会候补委员。

## 生平
曾任南京军区政治部副主任。2000年12月，任陆军第十二集团军政委。2005年7月，改任陆军第三十一集团军政委。2008年1月，任济南军区政治部主任。2010年7月，任济南军区副政委。2012年12月，调任北京军区副政委。2016年4月前退役，任中国老区建设促进会常务理事、会长。